# Tsurugi (Tokushima)
Pour les articles homonymes, voir Tsurugi (homonymie).
Tsurugi (つるぎ町, Tsurugi-chō) est un bourg du district de Mima, situé dans la préfecture de Tokushima, au Japon.

## Géographie

### Démographie
Au 1er mai 2015, la population de Tsurugi s'élevait à 9 251 habitants répartis sur une superficie de 194,84 km2.

## Histoire
La création du bourg de Tsurugi date de 2005 après la fusion des anciens bourgs de Handa et Sadamitsu et du village d'Ichiu.